# Quốc kỳ Azerbaijan
Quốc kỳ Azerbaijan (tiếng Azerbaijani: Azərbaycan bayrağı) là quốc kỳ của nhà nước Azerbaijan. Quốc kỳ gồm 3 sọc nằm ngang với các màu xanh lam, đỏ và lục với một lưỡi liềm và sao tám cánh màu trắng ở giữa sọc đỏ. Sọc xanh lam thể hiện di sản Turk (Thổ) của quốc gia này, màu đỏ tượng trưng cho sự tiến bộ, và màu lục tượng trưng cho Hồi Giáo là quốc giáo của quốc gia này. Các màu sắc và kích thước chính thức được thông qua ngày 5 tháng 2 năm 1991. Kể từ đó, lá cờ này được đưa vào trong Hiến pháp và được nhắc đến 2 lần trong quốc ca. Ngày 17 tháng 11 năm 2009, tổng thống Azerbaijan tuyên bố ngày 9 tháng 11 là ngày Quốc kỳ.

## Lịch sử

Cộng hòa Dân chủ Azerbaijan (1918)
Cộng hòa Dân chủ Azerbaijan (1918–1920)
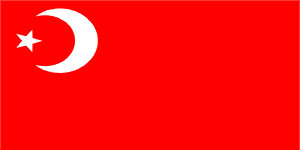
Cộng hòa Xã hội chủ nghĩa Xô viết Azerbaijan (1920)
Cộng hòa Xã hội chủ nghĩa Xô viết Azerbaijan (1920-1921)
Cộng hòa Xã hội chủ nghĩa Xô viết Azerbaijan (1921-1922)
Cộng hòa Xã hội chủ nghĩa Xô viết Azerbaijan (1922)
Cộng hòa Xã hội chủ nghĩa Xô viết Azerbaijan (1922-1924)
Cộng hòa Xã hội chủ nghĩa Xô viết Azerbaijan (1924)
Cộng hòa Xã hội chủ nghĩa Xô viết Azerbaijan (1924-1925)
Cộng hòa Xã hội chủ nghĩa Xô viết Azerbaijan (1929)
Cộng hòa Xã hội chủ nghĩa Xô viết Azerbaijan (1937-1940)
Cộng hòa Xã hội chủ nghĩa Xô viết Azerbaijan (1940-1952)
Cộng hòa Xã hội chủ nghĩa Xô viết Azerbaijan (1952–1956)
Cộng hòa Xã hội chủ nghĩa Xô viết Azerbaijan (1956–1991)